# Időcica
Az Időcica (angolul: Time Pussy) Isaac Asimov science fiction novellája. Először 1942 áprilisában jelent meg az Astounding Science Fiction egyik számában, majd 1972-ben nyomtatták ki újra a The Early Asimov novelláskötetben. Ezt a történetet Asimov John W. Campbell megrendelésére írta, aki tudományos fantasztikus állatmeséket szeretett volna megjelentetni kezdő íróktól. Asimov első két próbálkozását, a "Big Game" és "Az Első Törvény" című történeteket Campbell visszadobta, mert nem feleltek meg az elképzeléseinek, de a harmadik próbálkozásra elkészült Időcica című történetet elfogadta, azonban Campbell álnév alatt szerette volna megjelentetni Asimov történetét, mintha kezdő, névtelen író novellája lenne, hogy ezzel is bátorítsa a szerzőket további hasonló állatmesék írására. Asimov hozzájárult ehhez, és a véletlenszerűen kiválasztott George E. Dale néven jelentette meg a történetet 1942-ben és csak az 1972-es kiadásban jelent meg a saját neve alatt. Magyarul a Szuperneutron című novelláskötetben olvasható.

## Történet
|  | Alább a cselekmény részletei következnek! |

Az "Időcica" névtelen mesélője egy olyan történetet mond el, amit még gyerekkorában az öreg Mac mesélt el neki, aki a "'37-es Aranyláz" idején bányakutató volt az aszteroidákon. Az öreg Mac macskaszerű állatokról beszélt neki, amiket a Pallason ismert meg, és amelyek négydimenziósak voltak: a megszokott három térbeli dimenzión túl, a Pallas cicái időben "a jövő hét közepéig értek". Az időcicák azonban mind megbetegedtek. Öreg Mac elmeséli, hogy néhány földi tudós egymillió dollárt lett volna hajlandó fizetni az időcicák megmentett maradványaiért, de az állatok maradványai túl gyorsan oszlottak szét ahhoz, hogy fel lehessen használni őket. A bányászok végül azzal az ötlettel álltak elő, hogy forró vízbe áztatják a cicákat a haláluk előtt és azután gyorsan lefagyasztják őket. Azonban az utolsó időcica lefagyasztása sem sikerült, mert a víz olyan gyorsan fagyott meg, hogy "meleg jég lett belőle".
|  | Itt a vége a cselekmény részletezésének! |

## Megjelenések

### angol nyelven
1. Astounding Science Fiction (1942 április)
2. The Early Asimov (Doubleday, 1972)

### magyar nyelven
1. "Az időcica", Magyar Ifjúság #26 '74, ford.: Karig Sára
2. Szuperneutron, Szeged., Szukits Könyvkiadó, 1995, ford.: Nemes Ernő

## Külső hivatkozások
- Magyar nyelvű megjelenések
- Angol nyelvű megjelenések az ISFDB-től